# Bidens kamerunensis
Espèce
Classification phylogénétique
Bidens kamerunensis est une espèce de plantes à fleurs de la famille des Asteraceae. Cette espèce a été décrite par Earl Edward Sherff en 1923.